# Dawes Point
Dawes Point är en stadsdel i Sydney i Australien. Den ligger i kommunen City of Sydney och delstaten New South Wales, i den sydöstra delen av landet, nära centrala Sydney. Antalet invånare var 357 vid folkräkningen 2016.